# Ginette Harrison
Ginette Harrison (28 de febrero de 1958-24 de octubre de 1999) fue una montañera profesional británica, que también vivió en Australia y los Estados Unidos.
Estudió medicina en la Universidad de Bristol y más tarde se especializó en medicina a gran altitud. A los 25 años de edad subió el Denali, la montaña más alta de Norteamérica. Fue la primera de su serie de ascensos de los picos más altos de los siete continentes, que incluyeron el monte Everest el 7 de octubre de 1993, haciendo de ella sólo la segunda mujer británica en alcanzar la cumbre, después de Rebecca Stephens. La serie la completó en 1995.
Su logro mayor fue el ascenso del Kanchenjunga por la cara norte el 18 de mayo de 1998, con lo que fue la primera mujer que hizo cumbre en el Kanchenjunga, la tercera montaña más alta del mundo. Más tarde se convirtió en la primera mujer británica que hizo cumbre en el Makalu el 22 de mayo de 1999.
Estaba casada con Gary Pfisterer, a quien conoció en su expedición al monte Everest.
Falleció por un alud cuando ascendía el Dhaulagiri, la séptima montaña en altura del mundo.
Hay una conferencia memorial en su honor cada año, parte de la serie Wilderness Lectures. El acontecimiento recauda dinero para la organización Archivado el 9 de marzo de 2021 en Wayback Machine., de la que Ginette era una entusiasta defensora, y que financia una escuela en Nepal, nombrado en su honor.